# Nowjān
Nowjān (persiska: نوجان, توجان) är en ort i Iran.   Den ligger i provinsen Alborz, i den norra delen av landet, 40 km nordväst om huvudstaden Teheran. Nowjān ligger 1 999 meter över havet och antalet invånare är 328.
Terrängen runt Nowjān är kuperad västerut, men österut är den bergig. Runt Nowjān är det mycket tätbefolkat, med 1 056 invånare per kvadratkilometer. Närmaste större samhälle är Karaj, 11,4 km söder om Nowjān. Trakten runt Nowjān består i huvudsak av gräsmarker.